# Lauretta Ngcobo
Lauretta Ngcobo (13 de setembro de 1931 - 3 de novembro de 2015) foi uma professora, ativista, romancista e ensaísta sul-africana. Após ter vivido exilada, entre 1963 e 1994, na Suazilândia, Zâmbia e finalmente na Inglaterra, onde lecionou durante 25 anos, regressou a Durban, no seu país natal.
Os textos de Lauretta Ngcobo entre os anos 1960 e o início dos anos 1990 foram descritos como "revelações significativas sobre as experiências das mulheres negras com os caprichos do apartheid". Como romancista, é reconhecida pela obra And They Didn't Die (1990), ambientado na África do Sul dos anos 1950, que retrata "a opressão particular das mulheres que lutam para sobreviver, trabalhar a terra e manter a dignidade sob o sistema de apartheid enquanto os seus maridos procuram trabalho nas minas e nas cidades."

## Biografia
Filha de Rosa Cele Gwina e Simon Gwina, ambos professores, Lauretta Gladys Nozizwe Duyu Gwina nasceu em Ixopo, KwaZulu-Natal. Frequentou a Escola do Seminário Inanda, perto de Durban, tornando-se na primeira mulher da região a estudar na Universidade de Fort Hare. Posteriormente, lecionou por dois anos e obteve um cargo no Conselho de Pesquisa Científica e Industrial de Pretória. A 9 de agosto de 1956, participou na Marcha das Mulheres de Pretória e foi uma das principais oradoras.
Em 1957, casou-se com o ativista e político Abednego Bhekabantu Ngcobo, fundador e membro do conselho executivo do Congresso Pan-Africanista de Azania, que em 1961 foi condenado a dois anos de prisão ao abrigo da Lei de Supressão do Comunismo.

### Exílio (1963-1994)
Em 1963, correndo risco de ser presa, fugiu do país com os seus dois filhos, mudando-se inicialmente para a Suazilândia, depois para a Zâmbia e finalmente para Inglaterra, onde trabalhou como professora do ensino primário durante 25 anos. Foi nomeada vice-diretora e chefe interina da Lark Hall Infant School de Lambeth, no sul de Londres, onde era a única funcionária negra. Em 1984, tornou-se presidente da ATCAL (Associação para o Ensino das Literaturas Caribenhas, Africanas, Asiáticas e Associadas), um grupo de professores e escritores que promovem um currículo mais diversificado no sistema educacional britânico.

### Carreira literária
Durante o seu exílio, Lauretta Ngcobo escreveu dois romances, Cross of Gold (1981) e And They Didn't Die (1990), este último descrito como "inovador no retrato das experiências de uma mulher negra que dá ao seu principal personagem, Jezile, uma interioridade e uma voz raramente vista na literatura sul-africana. (...) É singular ao destacar os efeitos prejudiciais e sobrepostos do apartheid e do direito consuetudinário nas vidas das mulheres africanas confinadas aos bantustões do apartheid." Em 2018, Annie Gagiano escreveu sobre And They Didn't Die: "Os horrores desta época ainda não foram apagados, mas um romance desta estatura transmite o seu testemunho, assim como a surpreendente coragem e força de muitas das vítimas do apartheid de uma forma que adequada ao lugar, ao tempo e às pessoas que nunca devemos esquecer."
Além de escritora, foi editora da obra Let It be Told: Essays by Black Women Writers in Britain (Pluto Press, 1987), que incluiu as contribuições dos autores Amryl Johnson, Maud Sulter, Agnes Sam, Valerie Bloom, Grace Nichols, Marsha Prescod, Beverley Bryan, Stella Dadzie e Suzanne Scafe. Lauretta Ngcobo também escreveu um livro infantil, Fikile Learns to Like Other People (1994), e em 2012 editou uma antologia de histórias de mulheres sul-africanas no exílio, intitulada Prodigal Daughters (Filhas Pródigas), que foi escolhida como Livro do Ano por Neelika Jayawardane.

### Regresso a África do Sul
A autora regressou a África do Sul com a família em 1994, após as eleições que nomearam o Congresso Nacional Africano ao poder. O seu marido morreu em 1997.
No seu país natal, lecionou novamente por algum tempo antes de se tornar membro da Legislatura de KwaZulu-Natal, onde trabalhou 11 anos antes de se aposentar em 2008. Durante esse período, publicou diversos artigos acadêmicos, participou em conferências de escritores e apresentou artigos em várias universidades.
Faleceu no hospital de Joanesburgo, aos 84 anos, a 3 de novembro de 2015, após um acidente vascular cerebral. O obituário do Sunday Times da África do Sul a descreveu como uma "escritora e ativista que deu voz às mulheres vulneráveis", enquanto Barbara Boswell, do Instituto Africano de Gênero da Universidade da Cidade do Cabo, escreveu: "A morte de Lauretta Ngcobo nos roubou um talento literário significativo, lutador pela liberdade e voz feminista.".

## Prêmios
Em 2006, Lauretta Ngcobo recebeu o Lifetime Achievement Literary Award dos South African Literary Awards.
Em 2008, foi premiada com a Ordem de Ikhamanga em Prata pelas suas conquintas no no campo da literatura e pelo seu ativismo na defesa da causa da igualdade de género na África do Sul.
Foi ainda nomeada eThekwini Living Legend em 2012 e, em 2014, recebeu um honris causa em Tecnologia em Artes e Design pela Universidade de Tecnologia de Durban.

## Legado
Em 2021, a sua filha Zikethiwe Ngcobo dirigiu uma curta-metragem documental de 10 minutos, intitulado Lauretta: And They Did Not Die, sobre as lutas e causas de sua mãe como escritora e ativista, explorando o seu legado e "impacto transformador na literatura de mulheres negras".
Em 2022, Barbara Boswell publicou a obra Lauretta Ngcobo: Writing as the Practice of Freedom, a qual incluia análises da vida, voz e legado de romancista e ativista sul-africana.

## Obras
Romances
- Cross of Gold, romance ( Prentice Hall, 1981,ISBN 978-0582785199 )
- And They Didn't Die, romance (Londres: Virago Press, 1990,ISBN 978-1853811531 ). Extrato em Margaret Busby (ed.), Daughters of Africa, 1992, pp. 407–411.

Como editora
- Let It Be Told: Essays by Black Women Writers in Britain (Pluto Press, 1987,ISBN 978-0745302546 ; nova edição Virago, 1988,ISBN 978-0860686330)
- Prodigal Saughters - Stories of South African Women in Exile (University of KwaZulu-Natal Press, 2012,ISBN 978-1869142346) [6]

Contos infantis
- Fikile Learns to Like Other People (1994) [3]